# 아미 와이브즈
아미 와이브즈(영어: Army Wives)는 2007년부터 2013년까지 방영중인 드라마이다.